# Бекбосынова, Жамал
Жамал Бекбосынова, другой вариант — Жамала Бекбосинова (1913 год, аул Тастызек, Туркестанский край, Российская империя — умерла в 1955 году, похоронена в ауле Тастозек) — колхозница, Герой Социалистического Труда (1948).

## Биография
Родилась в 1913 году в ауле Тасты-озек Гвардейского района Талды-Курганской области. С 1929 года работала в сельскохозяйственной артели имени XVIII партсъезда и с 1945 года — звеньевой полеводческого звена. В 1947 года полеводческое звено, руководимое Жамал Бекбосыновой, собрало 40-45 центнеров пшеницы с каждого гектара засеянной пашни, за что она была удостоена звания Героя Социалистического Труда. В родном ауле в честь Бекбосыновой Жамал названы улица и средняя школа

## Награды
- Герой Социалистического Труда — Указом Президиума Верховного Совета от 28 марта 1948 года.
- Орден Ленина (1948).

## Источник
- Герои Социалистического труда по полеводству Казахской ССР. Алма-Ата. 1950. 412 стр